# 贝利萨里奥·波拉斯
贝利萨里奥·波拉斯·巴拉奥纳（西班牙語：Belisario Porras Barahona；1856年11月28日—1942年8月28日），巴拿马政治家、外交官、作家。波拉斯出生于拉斯塔布拉斯，早年加入哥伦比亚自由党，在巴拿马独立前因与哥国保守派政府政府政见不合而流亡国外，巴拿马脱离哥伦比亚独立后，波拉斯回到新成立的巴拿马从政，曾三度担任巴拿马总统，并见证了巴拿马运河的竣工通航。

## 早年生涯

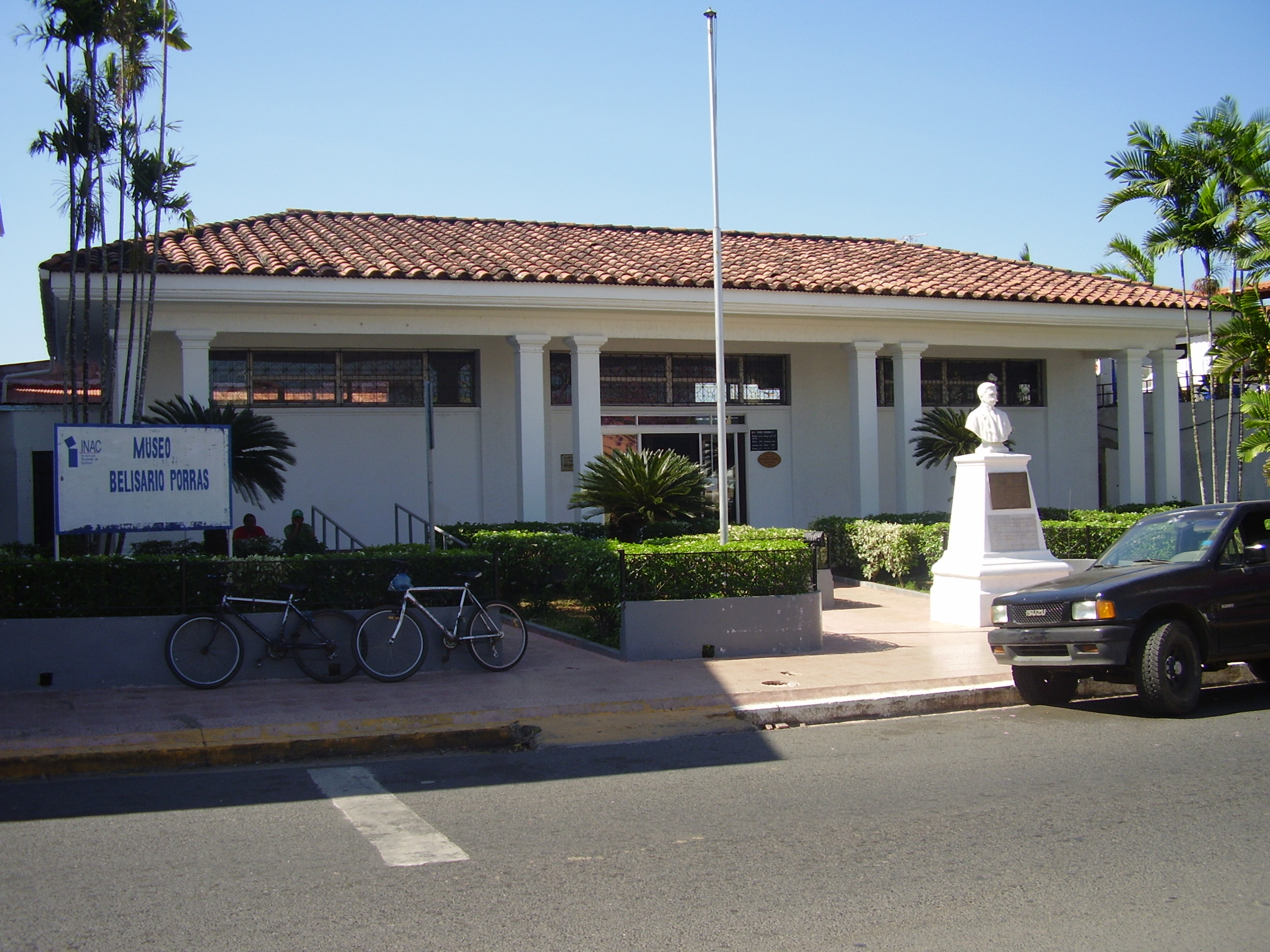
贝利萨里奥·波拉斯出生时居住的别墅，今为博物馆

贝利萨里奥·波拉斯·巴拉奥纳出生在新格拉纳达共和国的拉斯塔布拉斯（今巴拿马拉斯塔布拉斯），父母分别是德梅特里奥·波拉斯·卡维罗（西班牙語：Demetrio Porras Cavero）与胡安娜·巴拉奥纳（西班牙語：Juana Gumersinda Barahona Deleón）。贝利萨里奥·波拉斯曾在波哥大:94-95与比利时的大学就读，后来回到哥伦比亚。
波拉斯回国后加入哥伦比亚自由党，成为一名外交官:13，后因与国内保守派政府在巴拿马问题上发生冲突而被迫流亡到萨尔瓦多以及尼加拉瓜，并得到了尼国总统何塞·桑托斯·塞拉亚的支持。千日战争爆发后，波拉斯在尼加拉瓜以及哥斯达黎加的默许下率军队从哥斯达黎加攻入巴拿马地峡，企图驱逐哥伦比亚官员，但均宣告失败，因此，波拉斯只好回到哥斯达黎加:14。
1903年，在美国的策动下，巴拿马脱离哥伦比亚独立，波拉斯因此得以返回家乡，但该国最高法院却以他反对国家独立为由，一度撤销了他的巴拿马国籍。波拉斯随即提出上诉，最终巴拿马国民议会在1907年恢复了他的国籍。波拉斯随即作为巴拿马外交代表出席了当年在荷兰举行的第二次海牙和平會議。1910年，波拉斯转任巴拿马驻哥斯达黎加外交代表，期间他代表巴拿马政府与哥斯达黎加外交官路易斯·安德森签署了《安德森—波拉斯公约》，据此，巴、哥两国同意接受太平洋一侧的卢贝判决线作为两国明确的国界线，并将大西洋线的解释权提交给美国首席大法官爱德华·道格拉斯·怀特仲裁，1914年，怀特作出裁决，主张大西洋线归属哥国所有，但巴拿马政府表示不接受裁决结果。

## 担任总统

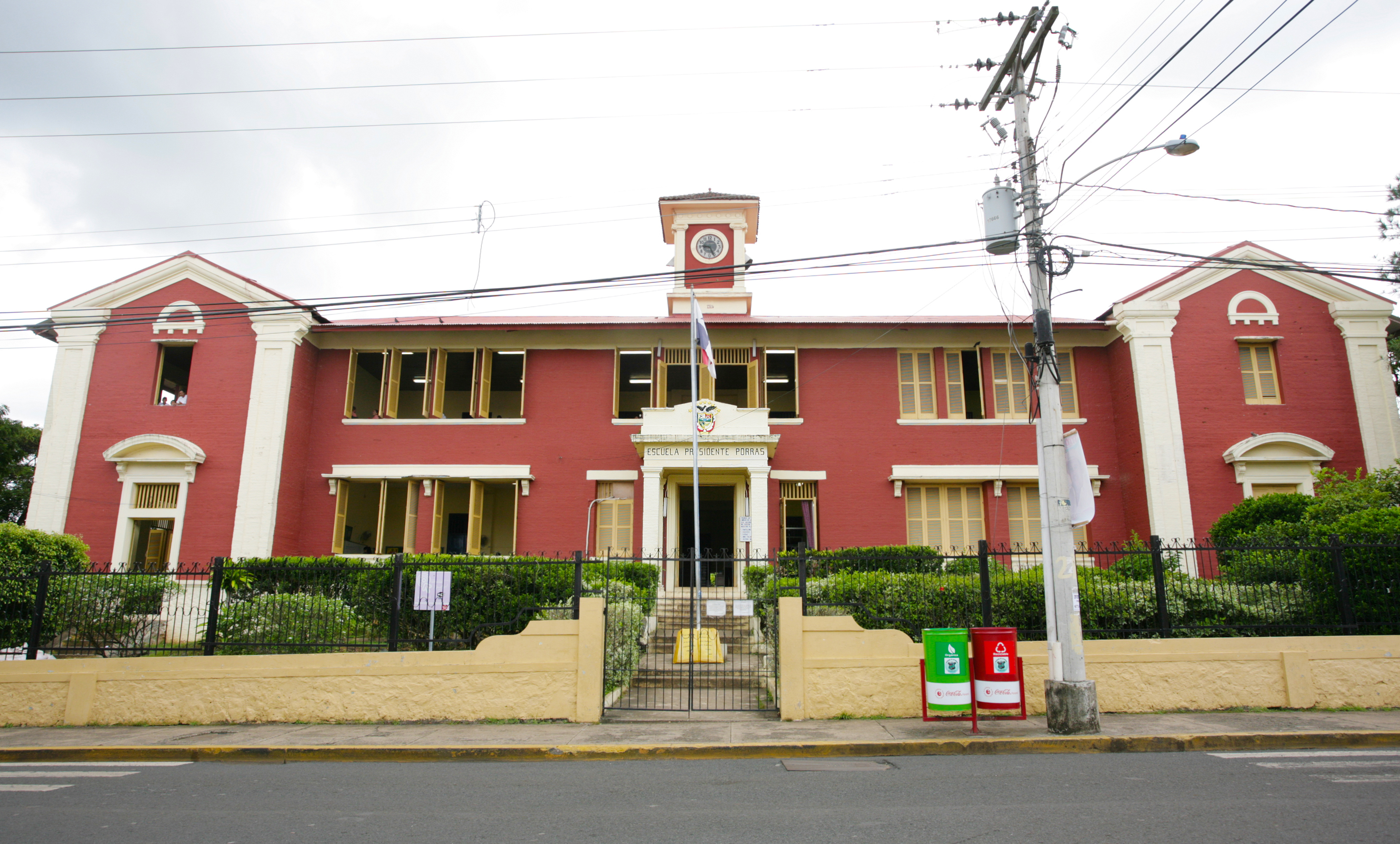
拉斯塔布拉斯的Q42884231

1912年10月1日，贝利萨里奥·波拉斯首次当选为巴拿马总统，任期四年，在此期间，由美国主导修建的巴拿马运河于1914年8月15日竣工，并于1920年正式通航，不少华工也为该运河的竣工通航做出了贡献，但波拉斯政府对于华工并无好感，因此，他采取了排斥华人的政策，同时将反对该政策的中华民国驻巴拿马总领事欧阳庚驱逐出境。1915年，巴拿马政府还在圣布拉斯群岛（今库纳雅拉特区）上建立了警察部队，对该地有效实施了管辖权；国内的基建设施也趋于完善，奇里基铁路、国家档案馆及圣托马斯医院等相继落成:237。1916年10月1日，波拉斯届满卸任，但随即又于1918年10月第二度出任总统，任期至1920年1月。
1920年10月1日，波拉斯第三度出任巴拿马总统，在第三个任期内，巴拿马与哥斯达黎加因领土争端爆发了冲突，1921年2月，巴拿马在具有争议的科托地区修筑了军事堡垒，但哥斯达黎加随即指控巴拿马违反了1900年签订的《卢贝判决》以及1910年签订的《安德森—波拉斯公约》的内容，并决定派军官埃克托·苏尼加·莫拉（西班牙語：Héctor Zúñiga Mora）率师进攻科托:372，但遭巴拿马军队击败；与此同时，另一支哥军部队攻入巴拿马博卡斯德尔托罗，在当地攻城略地:373。而为了维护联合果品公司在当地的利益，美国派出了宾夕法尼亚号战舰前往巴拿马奇里基附近的海面:375，又派出萨克拉门托号巡洋舰前往哥、巴两国在大西洋畔的海岸线，要求两国停战，在美国的压力下，巴拿马接受了1914年由爱德华·道格拉斯·怀特做出的领土裁决，并将科托一带的领土移交给哥斯达黎加；而哥斯达黎加放弃了对博卡斯德尔托罗的主权声索:376-378。由于美国在巴拿马独立後长期干预其内政，巴拿马也在1921年向美国提出交涉，但美国国务卿表示美方只是试图消除任何针对运河区正常秩序的威胁，无意干预巴国内政:259。
此外，在第三个任期内，波拉斯政府还积极换取哥伦比亚的外交承认，自1903年脱离哥伦比亚独立后，哥伦比亚长期拒绝承认巴拿马的国家地位。1921年4月，美国与哥伦比亚外交代表签署了《汤姆森—乌鲁蒂亚条约》，哥伦比亚才正式承认巴拿马的独立，而美国也为此向哥伦比亚支付了2,500万美元，此后巴、哥两国的关系才逐渐地走向正常:418。

## 卸任及逝世
1924年10月1日，贝利萨里奥·波拉斯结束了自己的第三个任期，并淡出政坛。1942年8月，波拉斯在巴拿马城逝世，时年85岁:237。巴拿马政府決定將波拉斯出生时居住的别墅確立為歷史建築，并更名为贝利萨里奥·波拉斯博物馆，以纪念他对巴拿马做出的贡献。波拉斯的家乡拉斯塔布拉斯还有以他命名的学校。